# Kapelle Marienkloster
Koordinaten: 51° 2′ 33″ N, 6° 8′ 48″ O
Die Kapelle Marienkloster hat ihren Standort im Ortsteil Dremmen in der Stadt Heinsberg in Nordrhein-Westfalen.

## Lage
Die Kapelle ist ein Teil des Alten- und Pflegeheims Marienkloster im Ortsteil Dremmen in der Mommertzstraße 15. Sie befindet sich in der zweiten Etage des Hauses.

## Geschichte
Das Marienkloster wurde auf Initiative des Pfarrers Gottfried Mommertz vom Orden der Cellitinnen zur Hl. Maria aus Köln gegründet. Am 18. September wurde der Grundstein gelegt. Die Einweihung erfolgte am 8. Dezember 1906. Das Haus vergrößerte sich durch den Anbau eines Mädchenheims in den Jahren 1908/09. Der Umbau zum Altenheim wurde im Jahre 1928 vollzogen. Nach mehr als 100 Jahren kehrten die Ordensschwestern 2010 zum Mutterhaus zurück.

## Architektur
Das ehemalige Klostergebäude ist ein zweigeschossiger Backsteinbau in sieben Achsen. Der risalitartige, vor die Fassade tretende Mittelteil wird von einem Dreiecksgiebel bekrönt. Darin eine lebensgroße Marienfigur und die Aufschrift Marien Kloster. Die Fenster sind mit leichtem Stichbogen versehen. Ein Dachreiter mit einer kleinen Glocke ist dem Dach in der Mitte aufgesetzt. Die Kapelle befindet sich im zweiten Obergeschoss. Der rechteckige Raum wird in der Mitte von zwei Säulen getragen.

## Ausstattung
- Ein Dachreiter mit Wetterhahn dient als Glockenturm und trägt eine Glocke.
- Die Kapelle besitzt eine elektronische Orgel.
- In der Kapelle sind ein Altar, ein Tabernakel, mehrere Heiligenfiguren und ein Vorlesepult
- Eine Grotte mit einer Madonna lädt zum Besuch ein

## Galerie

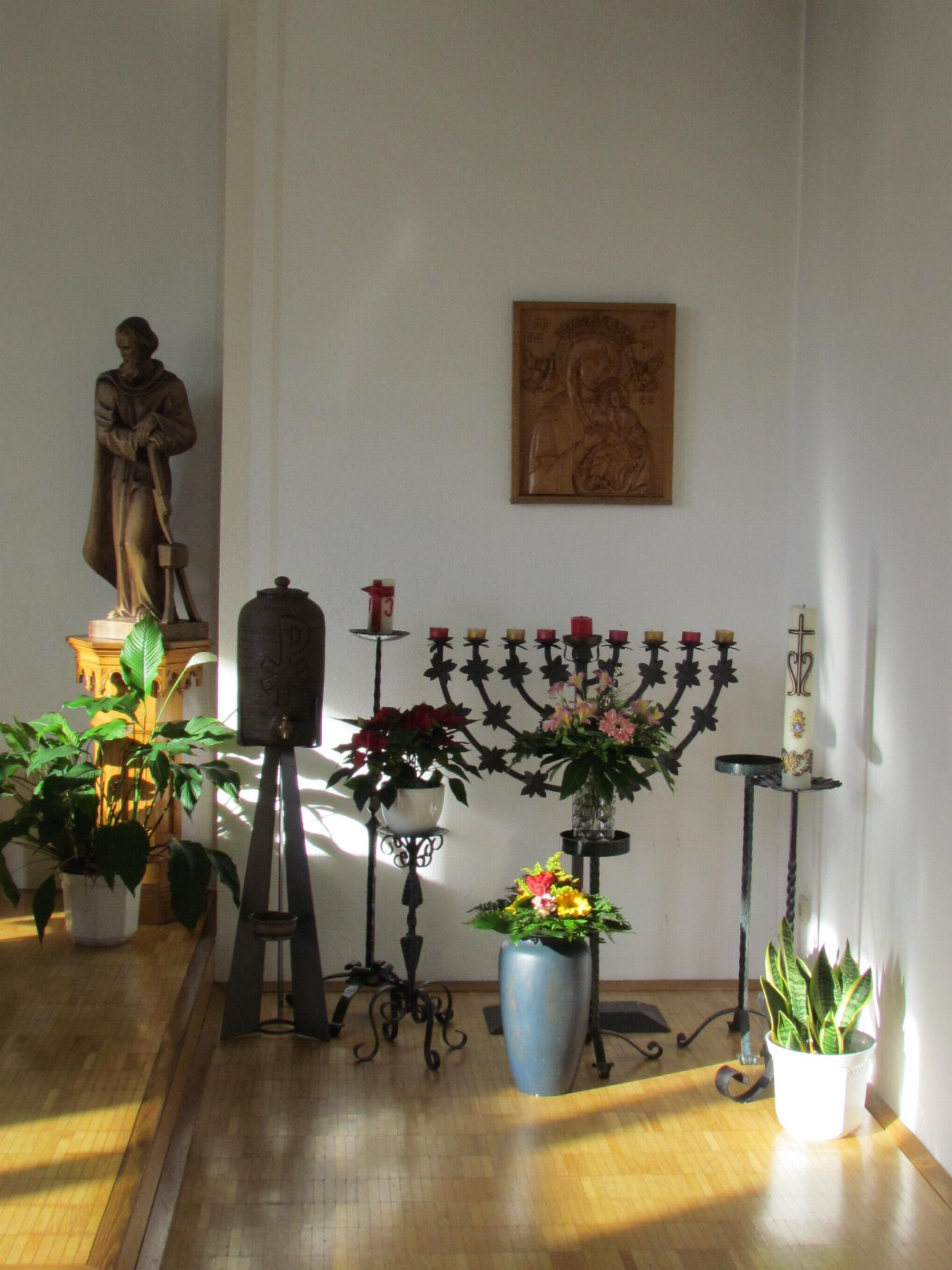
Marienverehrung
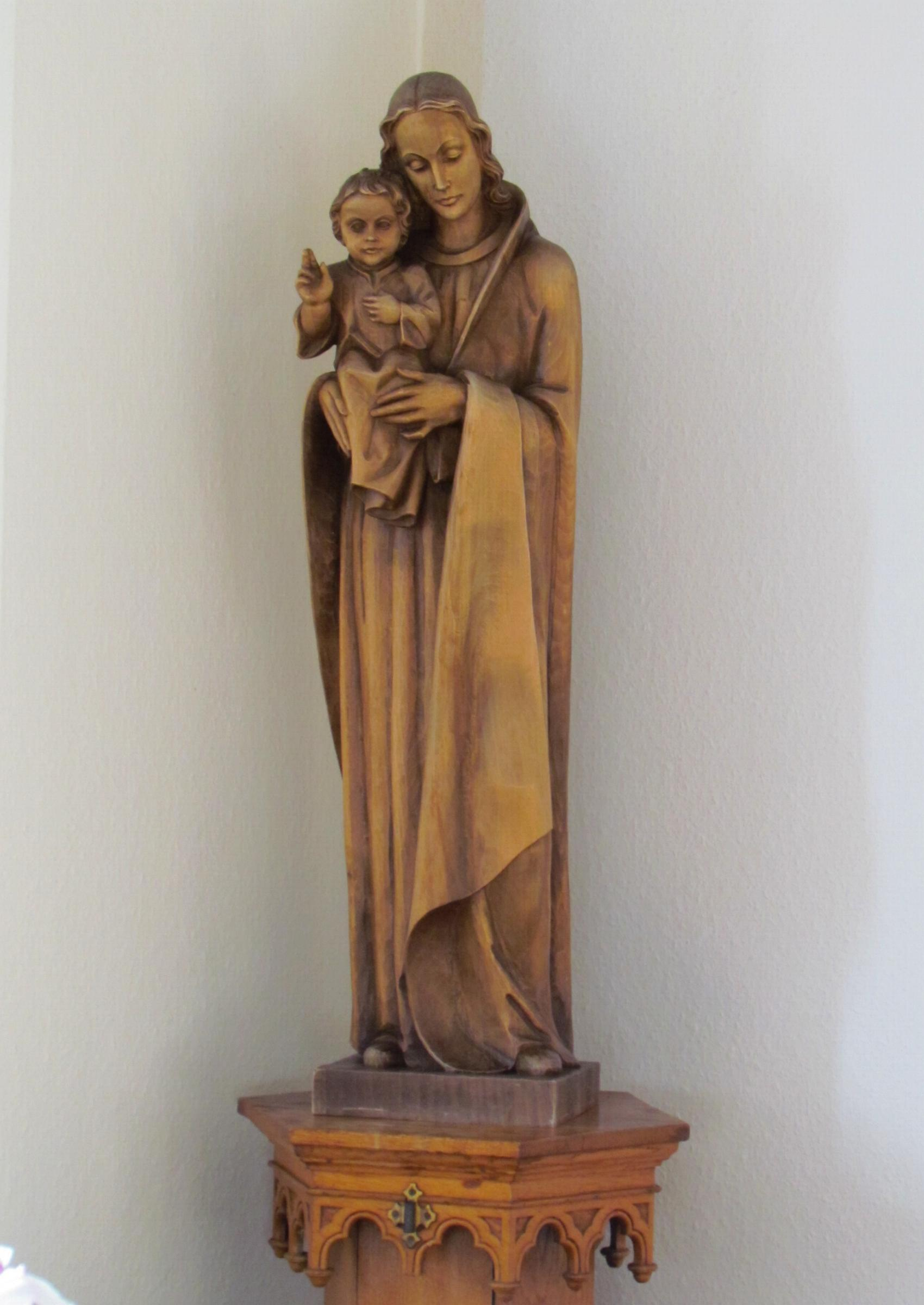
Marienfigur mit Kind
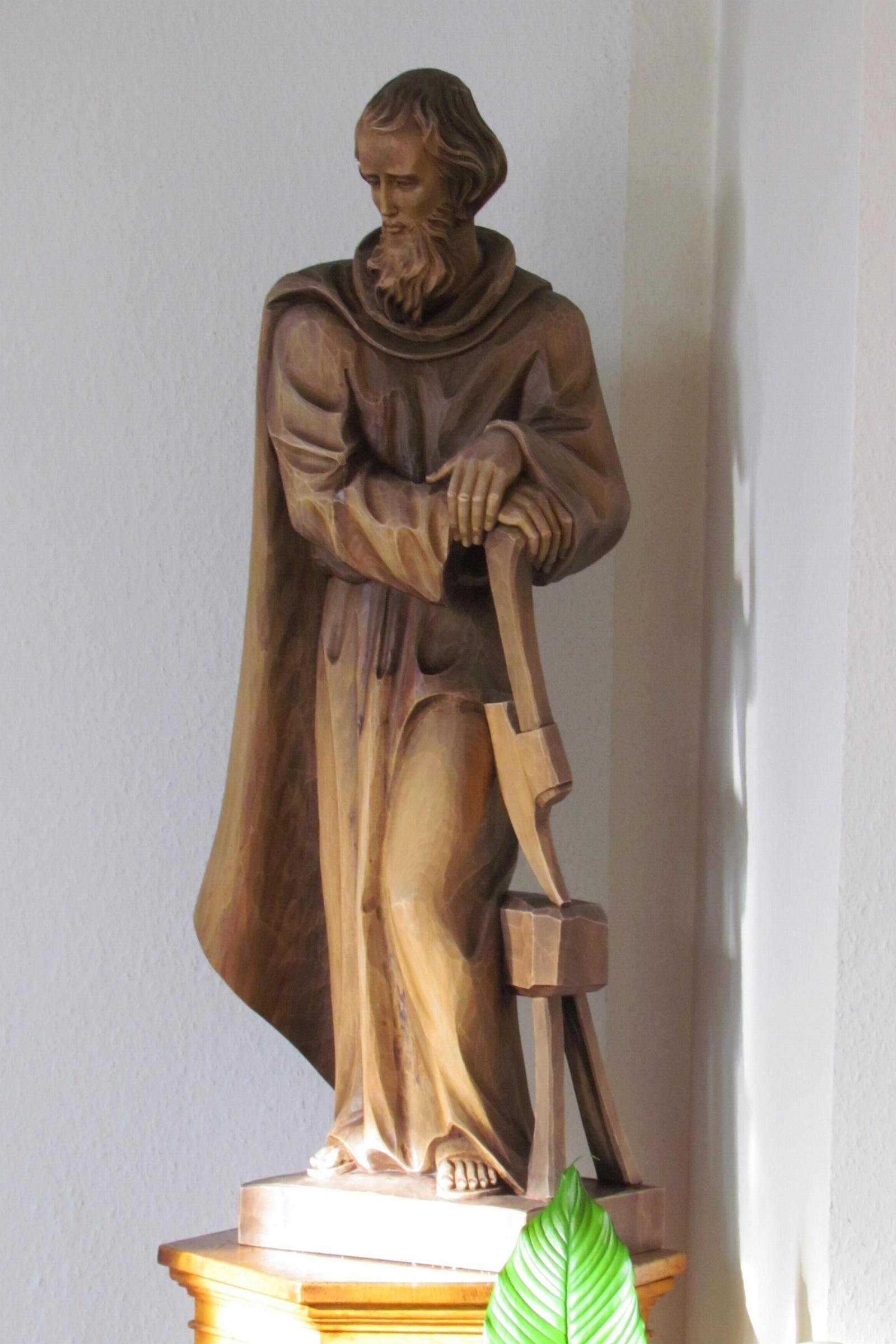
Josefsfigur
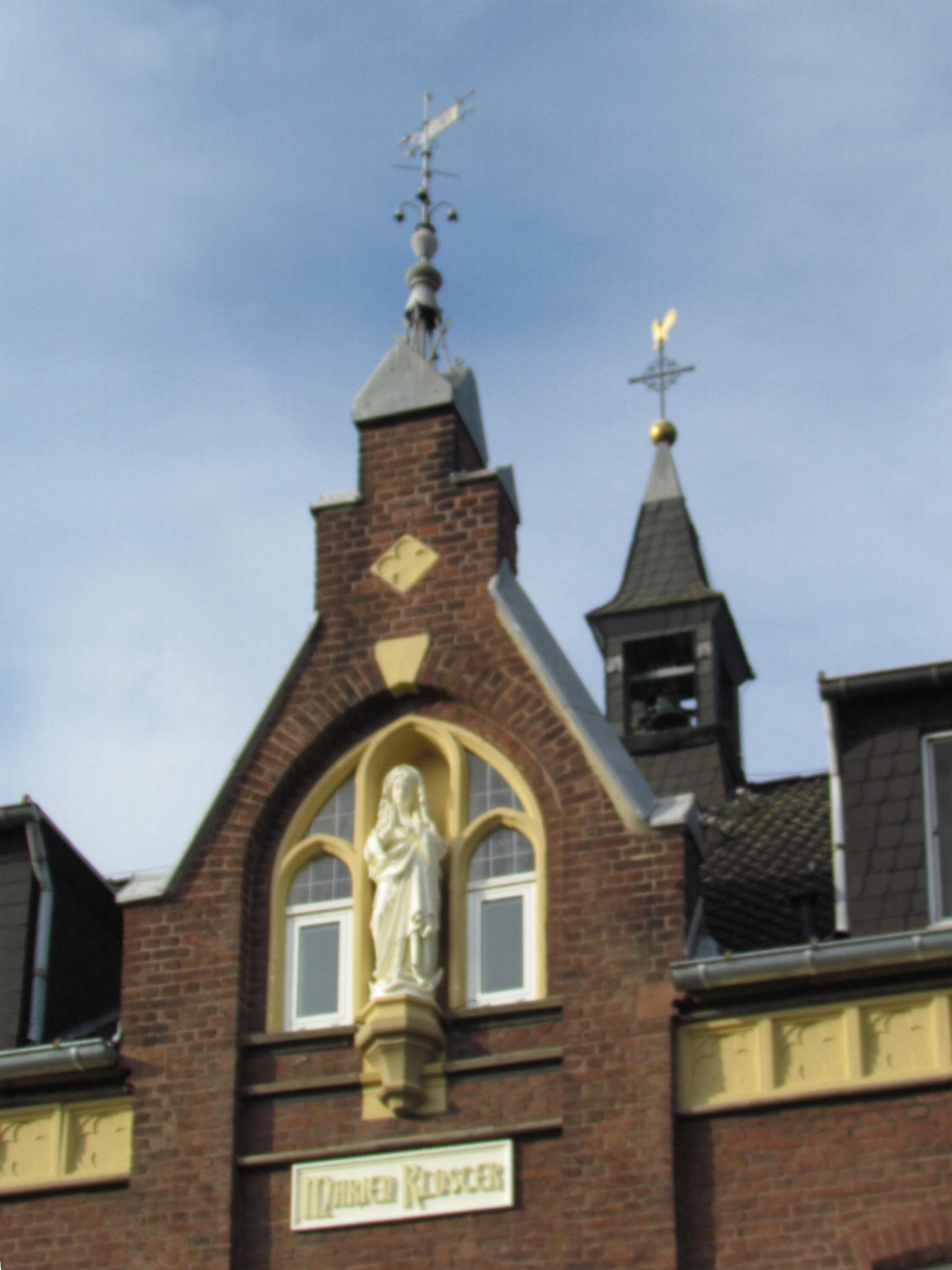
Dreieckgiebel
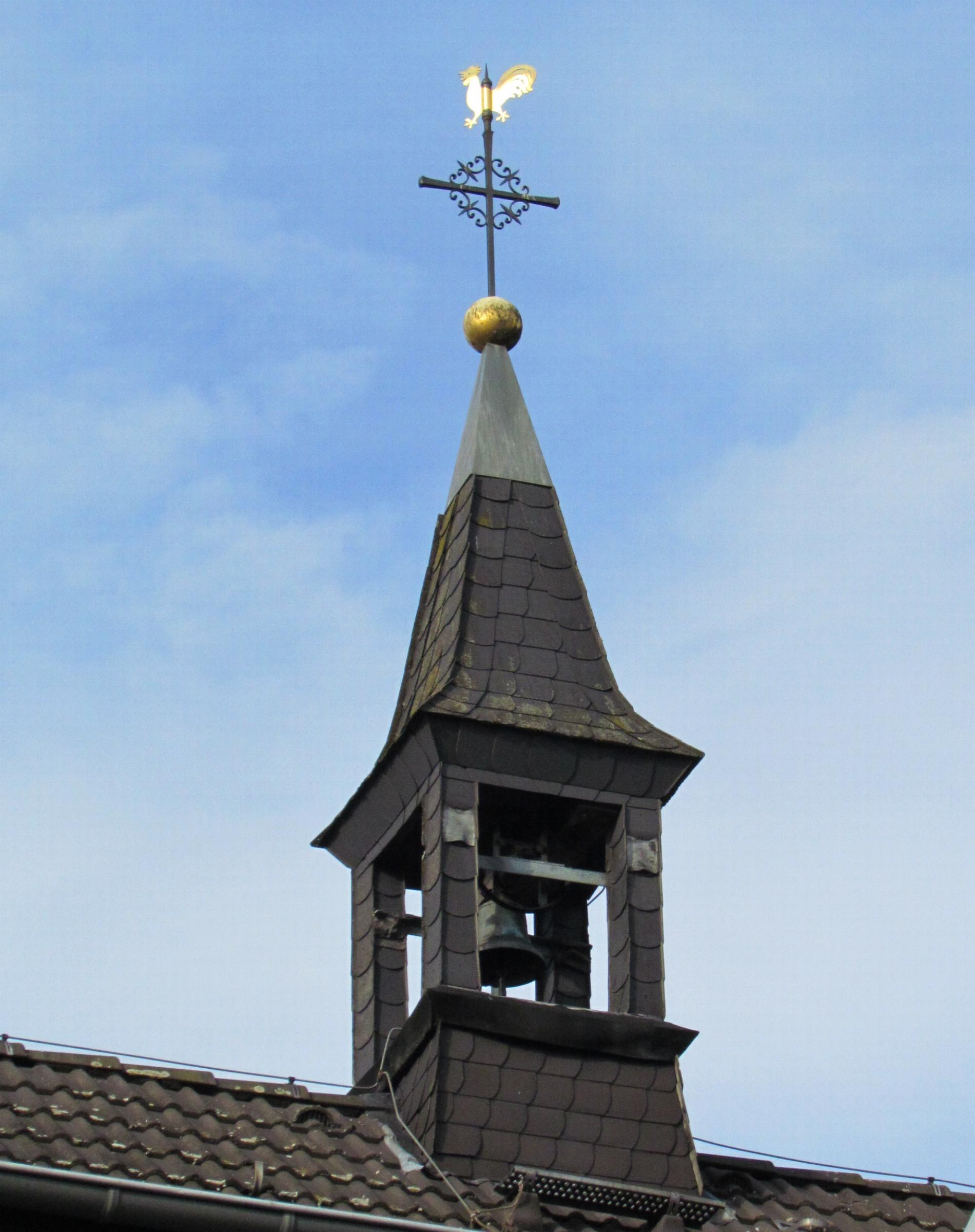
Dachreiter mit Wetterhahn
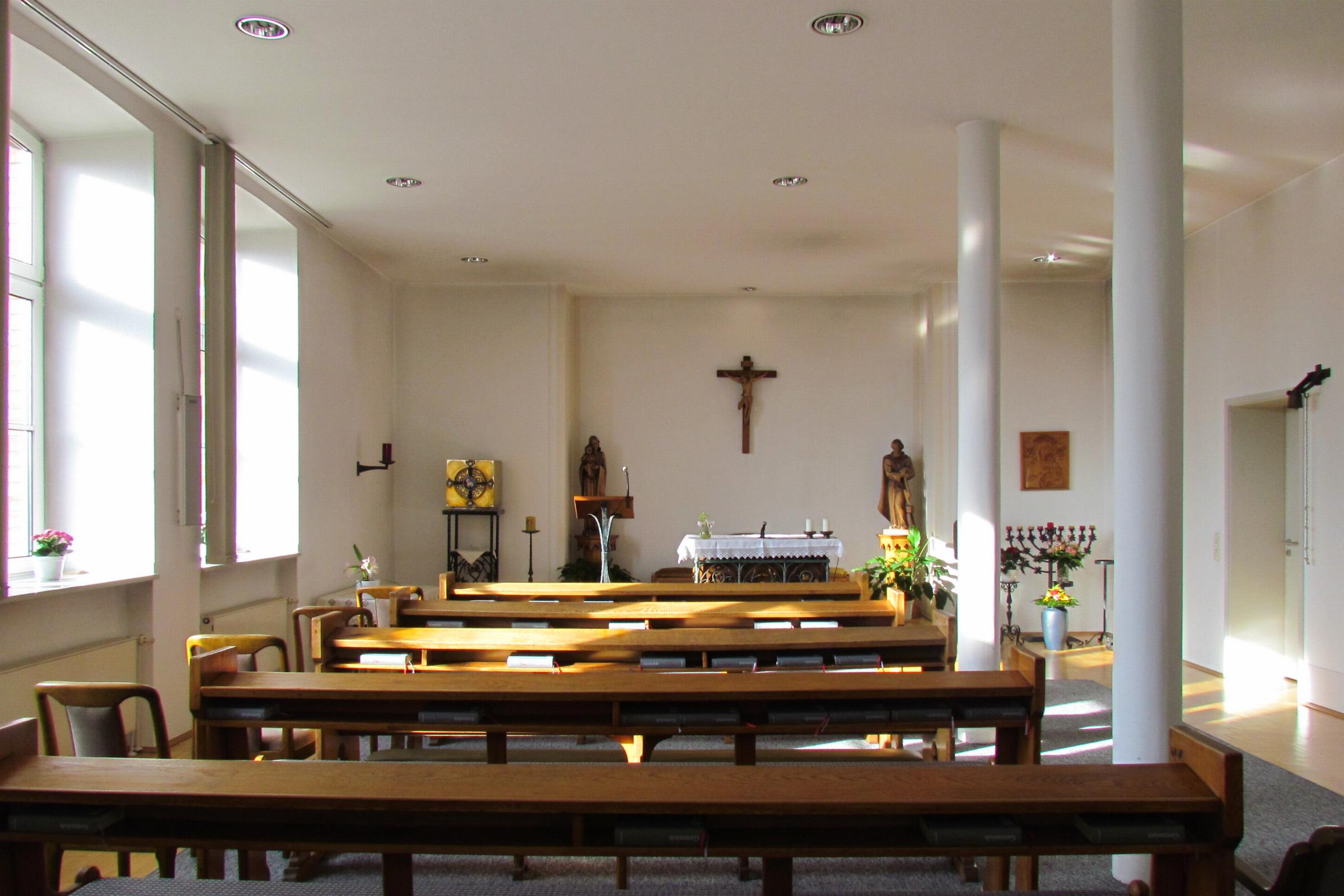
Innenansicht
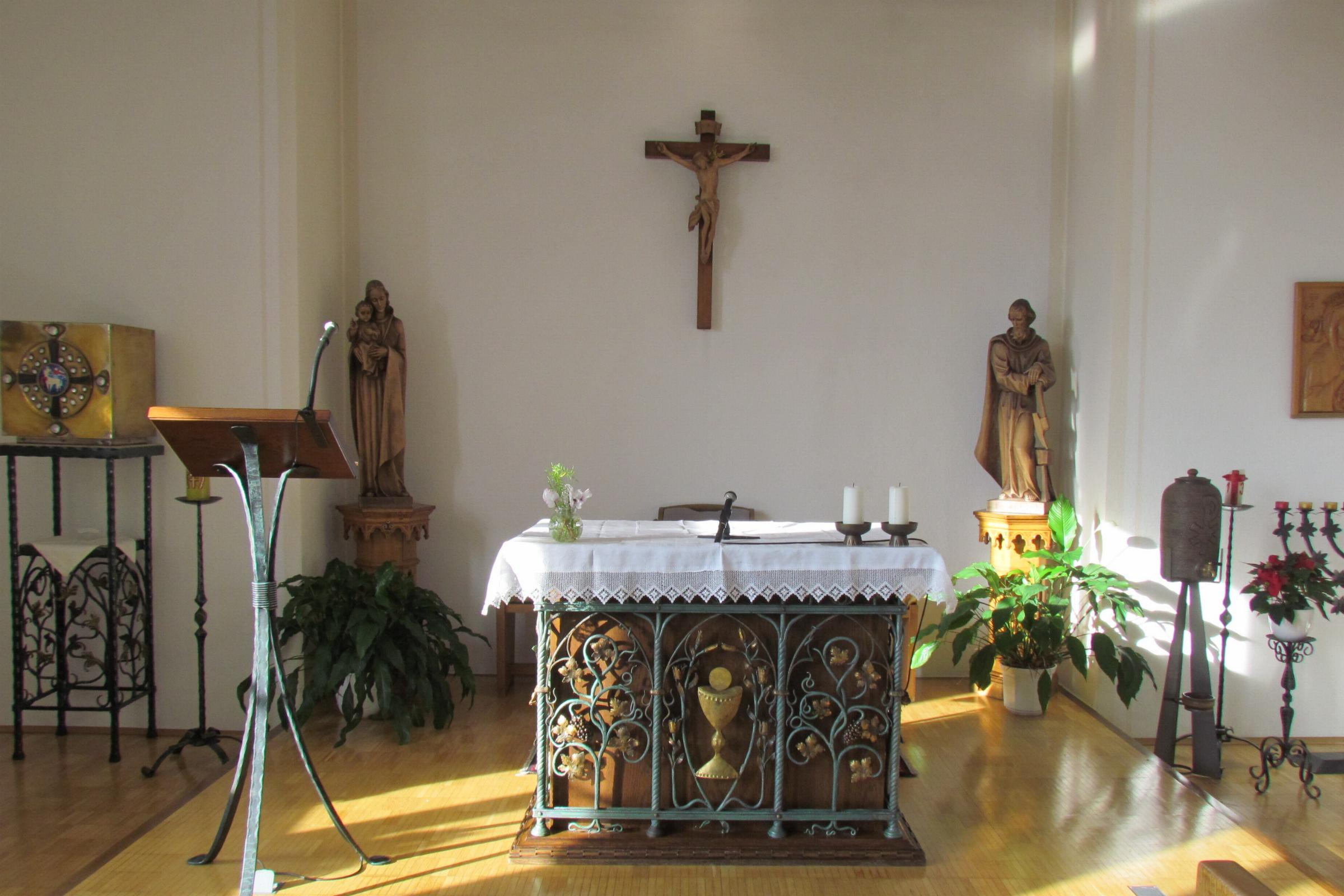
Altarraum
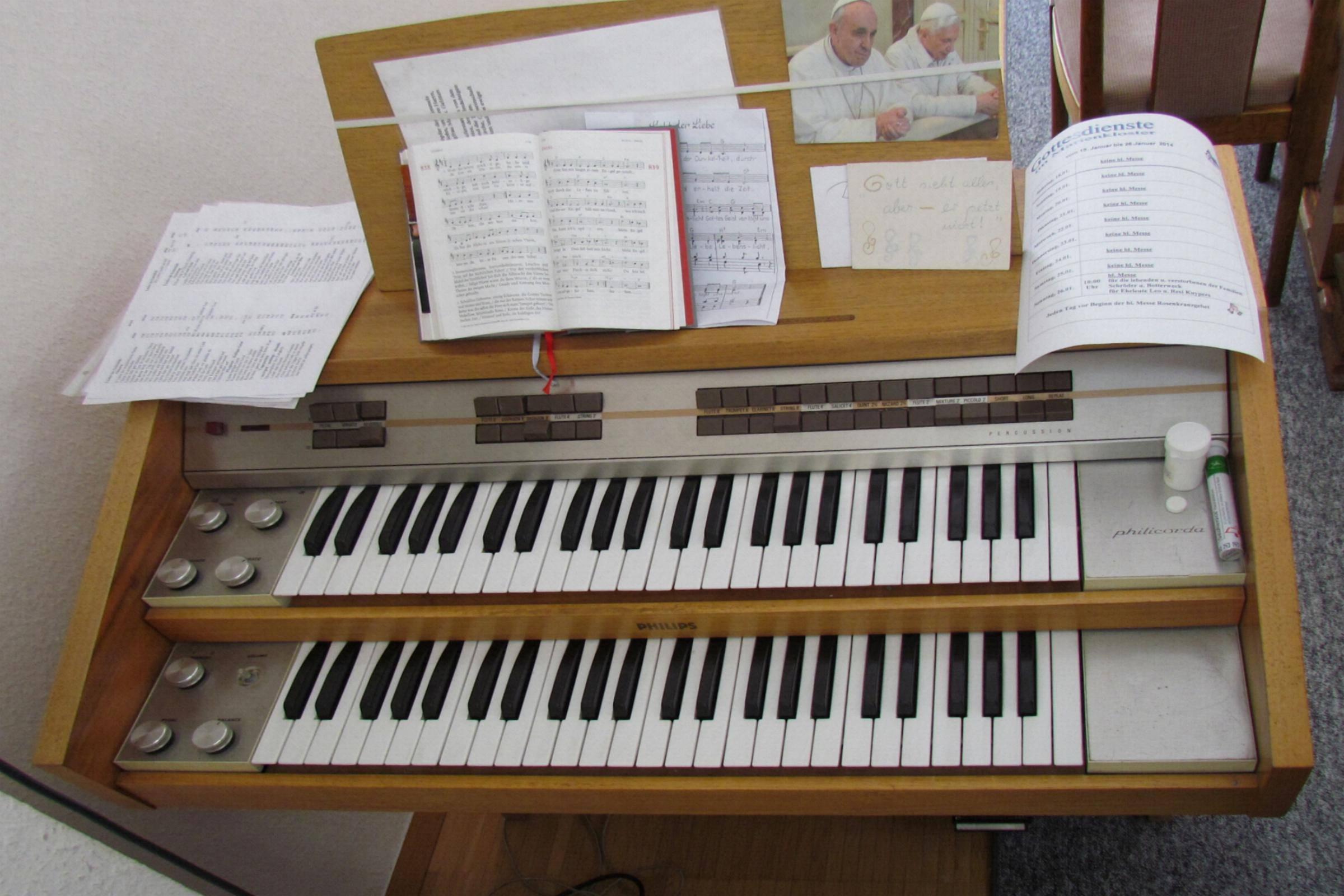
Orgel
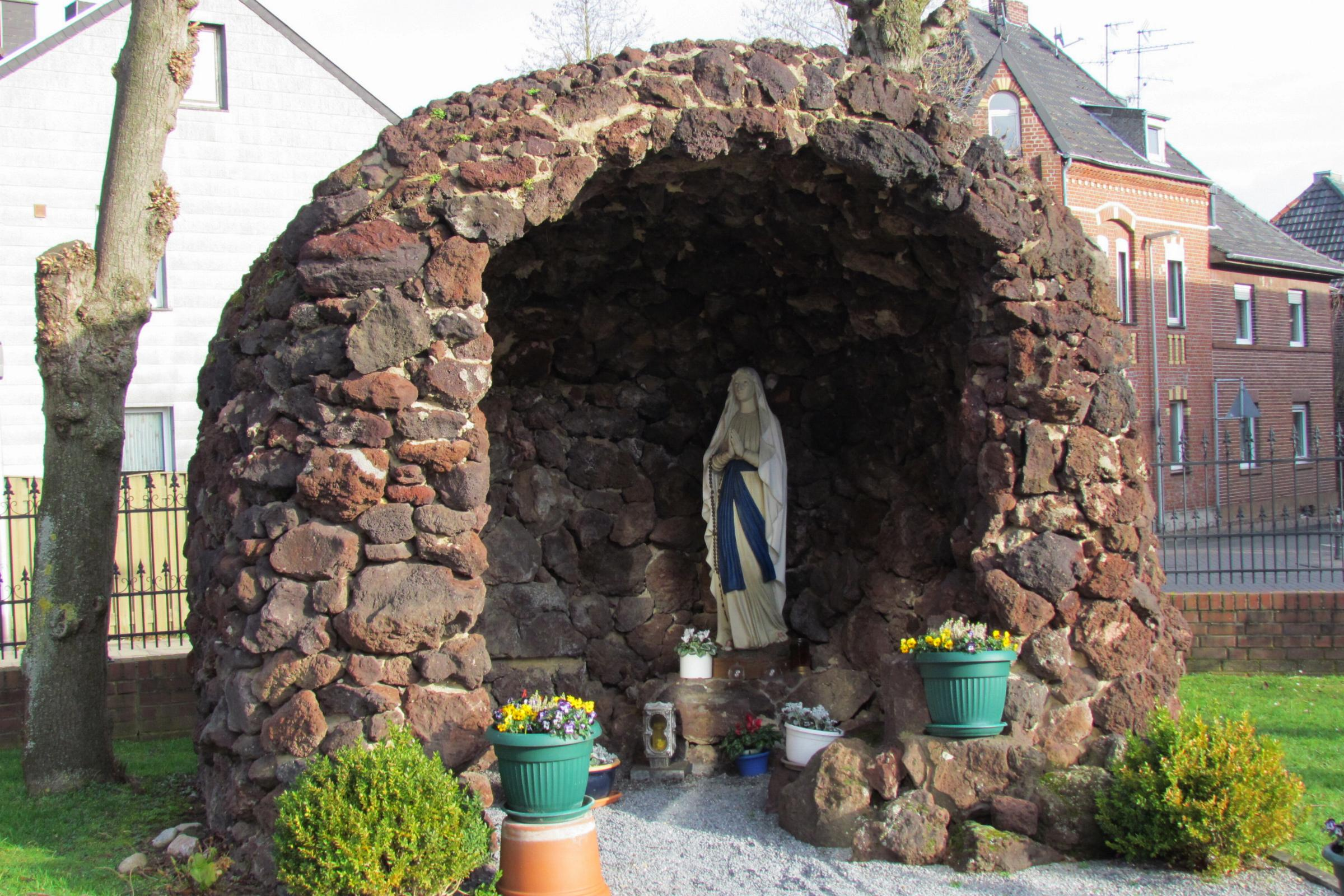
Madonnengrotte

## Presseberichte
- Heimatfreunde helfen Altenheim (AZ vom 18. Juli 2008)
- Freundlichkeit ist nur schwer messbar. (AZ 30. Juni 2010)